# AXA Equitable
AXA Equitable Life Insurance Company (бивша Equitable Life Assurance Society, САЩ) е застрахователна компания основана от Хенри Болдуин Хайд през 1859. През 1991 г. френската застрахователната компания AXA придобива мажоритарен дял от Equitable Life Assurance Society. През 2004 г. Equitable официално е преименувана на AXA Equitable Life Insurance Company.
Централният офис на Equitable Life Insurance е отворен през 1875 г. в Equitable Life Building близо до Уол Стрийт (Манхатън). Той е имал отлично местоположение с три входа откъм Бродуей, Pine Street и Cedar Street. Сградата е имала шест асансьора и несравними за времето си удобства за адвокатите, чиито офиси са били разположени почти изцяло в горната част на сградата. Освен Хайд, който е бил президент на Equitable, в ръководството на фирмата са били Джеймс Александър (вицепрезидент), Джордж У. Филипс (актюер), и Самуел Бороу (секретар).
След като Equitable Life Building е опожарен през 1912 г., централата е преместена в Equitable Building (Манхатън).